# Жанібек-хан (1628—1643)
Жанібек-хан (каз. Екінші Жәнібек; 1598−1643) — казахський правитель, хан Казахського ханства у 1628—1643 роках.

## Життєпис
Був старшим сином хана Єсіма. Зійшов на трон 1628 року після смерті батька.
На початку 1630-их років воював з ойратами. За його правління значну роль у політичному житті регіону почали відігравати намісники Самарканда й Андижана.